# Anthology (альбом Гэри Мура)
Anthology — сборник ирландского гитариста и певца Гэри Мура, изданный в 1986 году британской фирмой грамзаписи Raw Power Records на волне общей популярности музыканта в середине 1980-х.

## Об альбоме
Альбом вышел в виде двойной виниловой пластинки в конверте формата «гейтфолд», двойного компакт-диска и на компакт-кассете.
Музыкальное содержание альбома представляет собой набор песен с первых дисков исполнителя: Grinding Stone, Back on the Streets, G-Force, Dirty Fingers и Live at the Marquee, то есть охватывает материал, на который распространялось издательское право звукозаписывающей компании Jet Records, курировавшей Мура в тот период времени.

## Список композиций
| №  | Название               | Автор(ы)    | Длительность |
| -- | ---------------------- | ----------- | ------------ |
| 1. | «Fanatical Fascists»   | Фил Лайнотт | 3:01         |
| 2. | «Don’t Believe a Word» | Лайнотт     | 3:46         |
| 3. | «Spirit»               | Гэри Мур    | 7:37         |

| №  | Название              | Автор(ы) | Длительность |
| -- | --------------------- | -------- | ------------ |
| 1. | «Run to Your Mama»    | Мур      | 4:41         |
| 2. | «The Woman’s in Love» | Мур      | 3:54         |
| 3. | «Rest in Peace»       | Мур      | 6:00         |
| 4. | «Grinding Stone»      | Мур      | 9:38         |

| №  | Название                              | Автор(ы)                                     | Длительность |
| -- | ------------------------------------- | -------------------------------------------- | ------------ |
| 1. | «White Knuckles / Rockin’ & Rollin’»  | Мур, Марк Носиф                              | 5:06         |
| 2. | «Back on the Streets»                 | Мур, Кэмпбелл                                | 4:19         |
| 3. | «Don’t Let Me Be Misunderstood»       | Бенни Бенджамин, Глория Колдуэлл, Сол Маркус | 3:34         |
| 4. | «What Would You Rather Bee or a Wasp» | Мур, Кэмпбелл                                | 4:51         |
| 5. | «Dallas Warhead» (концертная версия)  | Мур                                          | 6:39         |

| №  | Название                            | Автор(ы)      | Длительность |
| -- | ----------------------------------- | ------------- | ------------ |
| 1. | «Hurricane»                         | Мур, Кэмпбелл | 4:51         |
| 2. | «Bad News»                          | Мур           | 5:06         |
| 3. | «I Look at You»                     | Мур           | 5:57         |
| 4. | «She’s Got You» (концертная версия) | Мур, Носиф    | 6:53         |
| 5. | «Parisienne Walkways»               | Мур, Лайнотт  | 3:19         |